# John M. Glass
John M. Glass, né en 1843 dans le Tennessee aux États-Unis, est marshal puis maire de Jeffersonville dans l'Indiana. Il est ensuite nommé chef de la Police au Los Angeles Police Department, qu'il dirige de 1889 à 1900.

## Biographie

### Jeffersonville
John M. Glass est marshal de Jeffersonville 1879 à 1883, avant de devenir le maire de la ville. Il bat Luther Warder (en) pour la mairie et a servi comme maire de 1883 à 1885. En 1884, en tant que maire, il fait appel au Comité de secours de la Commission du Commerce pour tenter d'acquérir plusieurs milliers de livres de viande, de café et de pain, afin d'aider à stimuler le marché commercial de Jeffersonville. Il tente également d'obtenir 50 000 dollars de la part du  Congrès pour le système de digues de la ville. Il ne reçoit pas cet argent et affirme que certains habitants de la ville avaient versé 1 250 $ à des officiers locaux présents au 48e Congrès (en). En avril 1886, il démissionne de son poste et est ensuite  soumis à l'examen de la commission du service civil de la Chambre des représentants, pour corruption.

### Los Angeles
Après la fin de sa carrière politique à Jeffersonville, John déménage à Los Angeles et rejoint le Los Angeles Police Department. Le 17 juillet 1889, John M. Glass devient le 17e chef du LAPD et le premier à dépasser les deux ans de mandat, en tant que chef de la police. Il sert jusqu'au 1er janvier 1900. Vingt-cinq chefs plus tard, personne n'avait servi plus longtemps que John Glass à ce poste jusqu'à William H. Parker.
Au cours de sa carrière en tant que chef de la police, il a mis en place les premiers districts de police, les sous-stations, le wagon de patrouille, les exigences relatives aux agents de premier échelon, la matrone de police et la première adoption, en Californie, du système d'identification Alphonse Bertillon. Il a également augmenté les effectifs de la police de 20%. En outre, il donne au policier une apparence plus militaire avec l'achat de fusils Winchester et d'uniformes de style militaire et avec des entraînements effectués à l'extérieur de leur poste de police. Cependant, comme dans toute ville, des problèmes surviennent et en 1900, John Glass est dépassé avec seulement, environ, 70 officiers pour les 100 000 habitants de la ville. Sous la pression politique, John Glass est remplacé par Charles Elton.
John M. Glass meurt, à l'âge de 81-82 ans, en 1925, en Californie.